# ハメンクブウォノ10世
ハメンクブウォノ10世（インドネシア語: Hamengkubuwono X, 1946年4月2日 - ）は、インドネシア・ジョグジャカルタ王朝のスルタン（在位：1989年 - ）、ジョグジャカルタ特別州知事（在任：1998年10月3日 - ）。

## 経歴

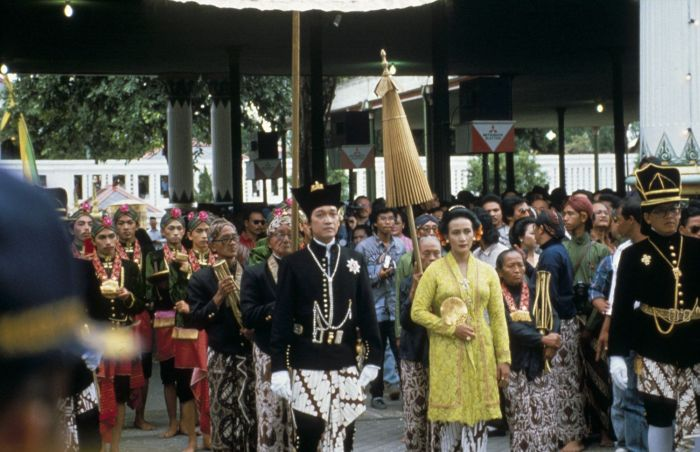
1989年に行われた戴冠式の様子

1946年にジョグジャカルタで生まれる。父のハメンクブウォノ9世は他の君主と異なりインドネシア独立に協力的であったため、インドネシア独立時にジョグジャカルタのスルタンとして特別な地位を与えられ、世襲制の特別州知事となった。1988年に父が死去するとスルタン位を継ぎ、副知事のパクアラム8世が知事を務めた。1989年3月7日にスルタンに即位する。
ジョグジャカルタのガジャ・マダ大学（UGM）法学部を卒業後、インドネシア・ビジネス協会会長・スポーツ委員会委員長などを歴任し、1996年7月からはジョグジャカルタ特別州知事顧問を務めた。ハメンクブウォノ10世は父の姿勢を継承してインドネシアのナショナリズムの精神的支柱となり、1998年5月14日に発生したスハルト政権に反対する学生デモを支援した。同年にパクアラム8世が健康問題から引退すると、スハルトの後任ユスフ・ハビビはジョグジャカルタ特別州知事の世襲制を廃止して選挙制を導入したが、州議会と市民の強い要望から実質的な選挙は行われず、ハメンクブウォノ10世が選任された。ハメンクブウォノ10世は副知事を置かずにいたが、2003年からはパクアラム9世を副知事に任命した。
2008年4月、同年の任期を最後に州知事職を辞すると表明したが、10月8日、ジョグジャカルタ特別州知事としての任期を3年間延長する旨の大統領令が出された。10月28日、2009年夏の大統領選挙にゴルカルから出馬することを表明したが、落選している。
2012年8月30日、インドネシア政府とジョグジャカルタ特別州政府との間で合意が成立し、再び特別州知事の地位を世襲制とする法律が制定された。
現在は歴代のスルタンが暮らしたクラトン（ジャワ語で王宮の意味）に住んでいる。

## 家族
ハメンクブウォノ10世は王家の伝統だった一夫多妻制を廃止し、女性の権利の拡大を推進している。王妃のヘイマスとの間に5女をもうけた。男子の嫡子がいないため、スルタン位の継承問題が懸念されている。
- プンバユン（インドネシア語版） - 2002年5月28日、ソロ王家の末裔ウィロヌゴロ（インドネシア語版）と結婚[4]。
- ツォンドロキロノ（インドネシア語版）
- マドゥレトノ（インドネシア語版）
- ハユ（インドネシア語版）
- ベンダラ（インドネシア語版）

## 日本との関係
1991年、平成の天皇（現上皇）がジョクジャカルタを訪問した際には、午餐会が開催された。
2008年5月には、日本インドネシア友好50周年とジャワ島中部地震復興支援に対する感謝及び阪神・淡路大震災からの復興過程を学ぶため、大阪・京都・神戸の3都市を訪問した。京都府はジョグジャカルタ特別州と姉妹都市関係にあり、山田啓二知事への表敬訪問では、文化芸術の相互交流を深めることを確認し、相互交流の成果として、京都文化博物館別館と高島屋京都店にて両都市職人間のコラボレーション活動「てこらぼ：手仕事のコラボレーション」展が開催された。また、京都迎賓館において、京都府知事主催の歓迎夕食会が開催された。
2023年の今上天皇（徳仁）の公式訪問においても、ジョクジャカルタで天皇を歓待した。天皇徳仁は皇后雅子の負担を考慮し、単独で訪問した。
なお、長女であるグスティー・プンバユン王女は複数の来日経験があり、日本コナモン協会の協力で、たこ焼き（TAKOYAKI）屋「粉もん TAKOYAKI」を2007年にジョグジャカルタに開業したことで知られている。たこ焼きは「ハラル」食材として問題はない。また、この店舗の展開は上記ジャワ島中部地震発生後の時期には失業者の救済も担ったと言われている。